# Bisharatganj
Bisharatganj es un pueblo y nagar Panchayat situado en el distrito de Bareilly en el estado de Uttar Pradesh (India). Su población es de 15975 habitantes (2011). 

## Demografía
Según el  censo de 2011 la población de Bisharatganj era de 15975 habitantes, de los cuales 8417 eran hombres y 7558 eran mujeres. Bisharatganj tiene una tasa media de alfabetización del 46,36%, inferior a la media estatal del 67,68%: la alfabetización masculina es del 55,24%, y la alfabetización femenina del 36,45%.